# 徐中約
徐中約博士（英語：Dr. Immanuel Chung-Yueh Hsü，1923年5月6日—2005年10月24日），祖籍浙江宁波，出生于中華民國江蘇省上海縣，美籍华人，歷史學家。與其妻杜樂思博士（Dr. Dolores Menstell Hsü，1930-2019）育有一子Vadim Hsü。
著作有《中国近代史》。

## 生平
- 1923年，徐中約出生于上海的一个新教徒家庭[4]。
- 其兄徐诚斌後來改信天主教，是天主教香港教區首任华人主教。
- 1946年，毕业于燕京大学。
- 1954年，获哈佛大學哲学博士，曾任教於美國加州大學聖塔芭芭拉分校歷史系。
- 1971年，由聖塔芭芭拉分校數百位教授组成的学术评议会遴选徐中約任“研究讲座”（Faculty Research Lecturer），此乃该校最高的学术荣誉。
- 1998年，担任香港中文大学伟伦讲座教授。
- 2005年10月24日，徐因患肺炎去世[5]。

## 著作
曾著《中国进入国际社会的外交，1858—1888年》（China's Entrance into the Family of Nations: The Diplomatic Phase, 1858–1880）（哈佛，1960）、《伊犁危机：中俄外交研究，1871-1881年》（The Ili crisis: a study of Sino-Russian diplomacy, 1871-1881）（牛津，1965）、《China without Mao: the search for a new order》（牛津，1983）等，還翻译了梁启超的《清代学术概论》（哈佛，1959）。
著作《中國近代史》（The Rise of Modern China），香港中文大学出版社于2002年推出原著第六版之中譯本。2008年世界图书出版公司在中国大陆出版了此书的刪节版，大量删去了原书最后两编的内容。